# Kardynałowie mianowani w IX wieku
Lista kardynałów udokumentowanych źródłowo w okresie od początku pontyfikatu papieża Leona III (795 – 816) do początku okresu pornokracji (904).
Z uwagi na ograniczoną bazę źródłową lista ta z pewnością obejmuje jedynie niewielką część żyjących w tym czasie kardynałów. Podstawowymi źródłami są protokoły synodów rzymskich z lat 826, 853, 861, 869, 879 i 898. Kilka dodatkowych imion można znaleźć w innych źródłach z epoki m.in. w Liber Pontificalis lub nielicznych zachowanych dokumentach papieskich.

## Kardynałowie biskupi
1. Johannes – kardynał biskup Silva Candida (815 – 826)
2. Stephanus – kardynał biskup Porto (826)
3. Benedictus – kardynał biskup Albano (826)
4. Cesarius – kardynał biskup Ostii (826)
5. Georgius – kardynał biskup Gabii (826)
6. Gregorius – kardynał biskup Velletri (826)
7. Constantinus – kardynał biskup Palestriny (826)
8. Benedictus – kardynał biskup Albano (847)
9. Johannes – kardynał biskup Velletri (853 – 861)
10. Petrus – kardynał biskup Gabii (853 – 869)
11. Megistus – kardynał biskup Ostii (853 – 861)
12. Rodoaldus – kardynał biskup Porto (853 – ekskomunikowany 864)
13. Leo – kardynał biskup Silva Candida (853 – 867)
14. Petronacius – kardynał biskup Albano (853 – zm. 867)
15. Formosus – kardynał biskup Porto (864 – 876, ponownie 884 – 891), papież Formozus (891 – 896)
16. Donatus – kardynał biskup Ostii (866 – 875)
17. Gaudericus – kardynał biskup Velletri (869 – 879)
18. Paulus – kardynał biskup Albano (869)
19. Valpertus – kardynał biskup Porto (877 – 883)
20. Eugenius – kardynał prezbiter (875), kardynał biskup Ostii (877 – 879)
21. Leo – kardynał biskup Gabii (879)
22. Gregorius – kardynał biskup Silva Candida (879)
23. Petrus – kardynał biskup Albano (898)
24. Silvester – kardynał biskup Porto (898)
25. Johannes – kardynał biskup Velletri (898)

## Kardynałowie prezbiterzy
1. Eugenius – kardynał prezbiter S. Sabina, następnie papież Eugeniusz II (824 – 827)
2. Iohannes – kardynał prezbiter (826)
3. Domnus – kardynał prezbiter (826)
4. Benedictus – kardynał prezbiter (826)
5. Symeon – kardynał prezbiter (826)
6. Sergius – kardynał prezbiter Ss. Silvestro e Martino (817/824 – 844), papież Sergiusz II (844 – 847)
7. Gregorius – kardynał prezbiter S. Marco (826 – 827), papież Grzegorz IV (827 – 844)
8. Anastasius – kardynał prezbiter (826)
9. Benedictus – kardynał prezbiter (826)
10. Georgius – kardynał prezbiter (826)
11. Ursus – kardynał prezbiter (826)
12. Crescentius – kardynał prezbiter (826)
13. Symeon – kardynał prezbiter (826)
14. Jobinianus – kardynał prezbiter (826)
15. Anastasius – kardynał prezbiter (826)
16. Benedictus – kardynał prezbiter (826)
17. Marinus – kardynał prezbiter (826)
18. Ursus – kardynał prezbiter (826)
19. Adrianus – kardynał prezbiter S. Marco (842 – 867), papież Hadrian II (867 – 872)
20. Leo – kardynał prezbiter Ss. IV Coronati (845 – 847), papież Leon IV (847 – 855)
21. Anastasius – kardynał prezbiter S. Marcello (848 – ekskomunikowany 850 i 853), antypapież Anastazy (855), zm. 879
22. Romanus – kardynał prezbiter S. Pudenziana (853)
23. Sergius – kardynał prezbiter S. Clemente (853)
24. Leo – kardynał prezbiter S. Cecilia (853)
25. Zacharias – kardynał prezbiter S. Crisogono (853)
26. Benedictus – kardynał prezbiter S. Callisto (853 – 855), następnie papież Benedykt III (855 – 858)
27. Leo – kardynał prezbiter S. Lorenzo in Damaso (853 – 866)
28. Paulus – kardynał prezbiter S. Balbina (853)
29. Leo – kardynał prezbiter S. Ciriaco (853)
30. Gregorius – kardynał prezbiter S. Anastasia (853)
31. Romanus – kardynał prezbiter Ss. Giovanni e Paolo (853 – 879)
32. Quirinius – kardynał prezbiter S. Eusebio (853)
33. Jobinianus – kardynał prezbiter S. Sabina (853)
34. Adrianus – kardynał prezbiter S. Vitale (853)
35. Georgius – kardynał prezbiter S. Lorenzo in Lucina (853 – 869)
36. Leo – kardynał prezbiter Ss. IV Coronati (853 – 861)
37. Martinus – kardynał prezbiter S. Marcello (853)
38. Johannes – kardynał prezbiter S. Prisca (853)
39. Benedictus – kardynał prezbiter (861)
40. Romanus – kardynał prezbiter S. Sisto (861 – 869)
41. Benedictus – kardynał prezbiter (861)
42. Maio – kardynał prezbiter S. Ciriaco (861 – 869)
43. Petrus – kardynał prezbiter S. Crisogono (861 – 879)
44. Ursus – kardynał prezbiter S. Pudenziana (869)
45. Johannes – kardynał prezbiter S. Prisca (869)
46. Johannes – kardynał prezbiter S. Eusebio (869)
47. Leoninus – kardynał prezbiter Ss. IV Coronati (869)
48. Benedictus – kardynał prezbiter S. Balbina (879)
49. Adrianus – kardynał prezbiter S. Lorenzo in Damaso (879)
50. Joannes – kardynał prezbiter S. Cecilia (879)
51. Stephanus – kardynał prezbiter Ss. IV Coronati (882/884 – 885), następnie papież Stefan V (885 – 891)
52. Benedictus – kardynał prezbiter (891/896 – 900), następnie papież Benedykt IV (900 – 903)
53. Romanus – kardynał prezbiter S. Pietro in Vincoli, następnie papież Romanus (897)
54. Benedictus – kardynał prezbiter (ekskomunikowany w 898)
55. Marinus – kardynał prezbiter (ekskomunikowany w 898)
56. Petrus – kardynał prezbiter S. Lorenzo in Damaso (898)
57. Benedictus – kardynał prezbiter S. Pietro in Vincoli (898)
58. Christophorus – kardynał prezbiter S. Lorenzo in Damaso, następnie antypapież Krzysztof (903 – 904)

## Diakoni Świętego Kościoła Rzymskiego
1. Stephanus – diakon, następnie papież Stefan IV (816 – 817)
2. Valentinus – archidiakon (826 – 827), papież Walentyn (827)
3. Theodorus – diakon (826)
4. Leo – diakon (826)
5. Faustus – diakon (826)
6. Leo – diakon (826)
7. Leontius – diakon (826)
8. Theodorus – diakon (826)
9. Johannes – diakon, następnie antypapież Jan (844)
10. Johannes – archidiakon (853 – 872), następnie papież Jan VIII (872 – 882)
11. Johannes – diakon (853)
12. Nicholaus – diakon (853)
13. Benedictus – diakon (853)
14. Leontius – diakon (853 – 869)
15. Benedictus – diakon (853 – 861)
16. Johannes – diakon (861)
17. Leo – diakon (869 – 879)
18. Marinus – diakon (865 – 872), następnie archidiakon (872), biskup Caere (880 – 882) i papież Marynus I (882 – 884)
19. Petrus – diakon (869)
20. Paulus – diakon (879)
21. Sergius – diakon (885/891 – 893), następnie biskup Caere (893 – 896), kardynał prezbiter (896 – ekskomunikowany w 898) i papież Sergiusz III (904 – 911)
22. Leo – diakon (ekskomunikowany w 898)
23. Paschalis – diakon (ekskomunikowany w 898)
24. Johannes – diakon (ekskomunikowany w 898)